# Indywidualne Mistrzostwa Polski na Żużlu 1950
Indywidualne Mistrzostwa Polski na Żużlu 1950 – zawody żużlowe, mające na celu wyłonienie medalistów indywidualnych mistrzostw Polski w sezonie 1950. W finale zwyciężył Józef Olejniczak.
Zawodnicy rywalizowali o tytuł I i II wicemistrza Polski, ponieważ władze PZM pośmiertnie przyznały tytuł mistrza Polski Alfredowi Smoczykowi w uznaniu swej wysokiej klasy jeździeckiej. W 1984 roku władze PZM podjęły decyzję o przywróceniu tytułu mistrza Polski za rok 1950 Józefowi Olejniczakowi, a Alfredowi Smoczykowi przyznano tytuł honorowego mistrza Polski.

## Finał
- Kraków (stadion żużlowy), 8 października 1950
- Sędzia:

| Msc. | Zawodnik            | Klub         | Pkt |                 |  |
| ---- | ------------------- | ------------ | --- | --------------- |  |
| 1    | Józef Olejniczak    | Leszno       | 20  | (4,4,4,4,4)     |  |
| 2    | Tadeusz Kołeczek    | Łódź         | 18  | (2,4,4,4,4)     |  |
| 3    | Florian Kapała      | Rawicz       | 17  | (3,3,3,4,4)     |  |
| 4    | Marian Kaznowski    | Częstochowa  | 16  | (4,4,3,2,3)     |  |
| 5    | Janusz Suchecki     | Warszawa     | 14  | (4,3,4,3,d)     |  |
| 6    | Paweł Dziura        | Rybnik       | 13  | (1,4,1,3,4)     |  |
| 7    | Tadeusz Fijałkowski | Warszawa     | 13  | (3,2,2,3,3)     |  |
| 8    | Stefan Maciejewski  | Ostrów Wlkp. | 12  | (3,d,3,4,2)     |  |
| 9    | Ludwik Rataj        | Ostrów Wlkp. | 10  | (2,3,2,d,3)     |  |
| 10   | Stanisław Glapiak   | Leszno       | 10  | (4,2,2,2,d)     |  |
| 11   | Piotr Poprawa       | Ostrów Wlkp. | 10  | (3,d,2,3,2)     |  |
| 12   | Alfred Spyra        | Rybnik       | 9   | (d,2,d,4,3)     |  |
| 13   | Zdzisław Smoczyk    | Leszno       | 6   | (2,d,3,d,1)     |  |
| 14   | Jan Siekalski       | Warszawa     | 4   | (d,d,1,1,2)     |  |
| 15   | Jan Krakowiak       | Warszawa     | 0   | (u,ns,ns,ns,ns) |  |